# Satanta, Kansas
Satanta là một thành phố thuộc quận Haskell, tiểu bang Kansas, Hoa Kỳ. Năm 2010, dân số của xã này là 1133 người.